# Ilha Floreana

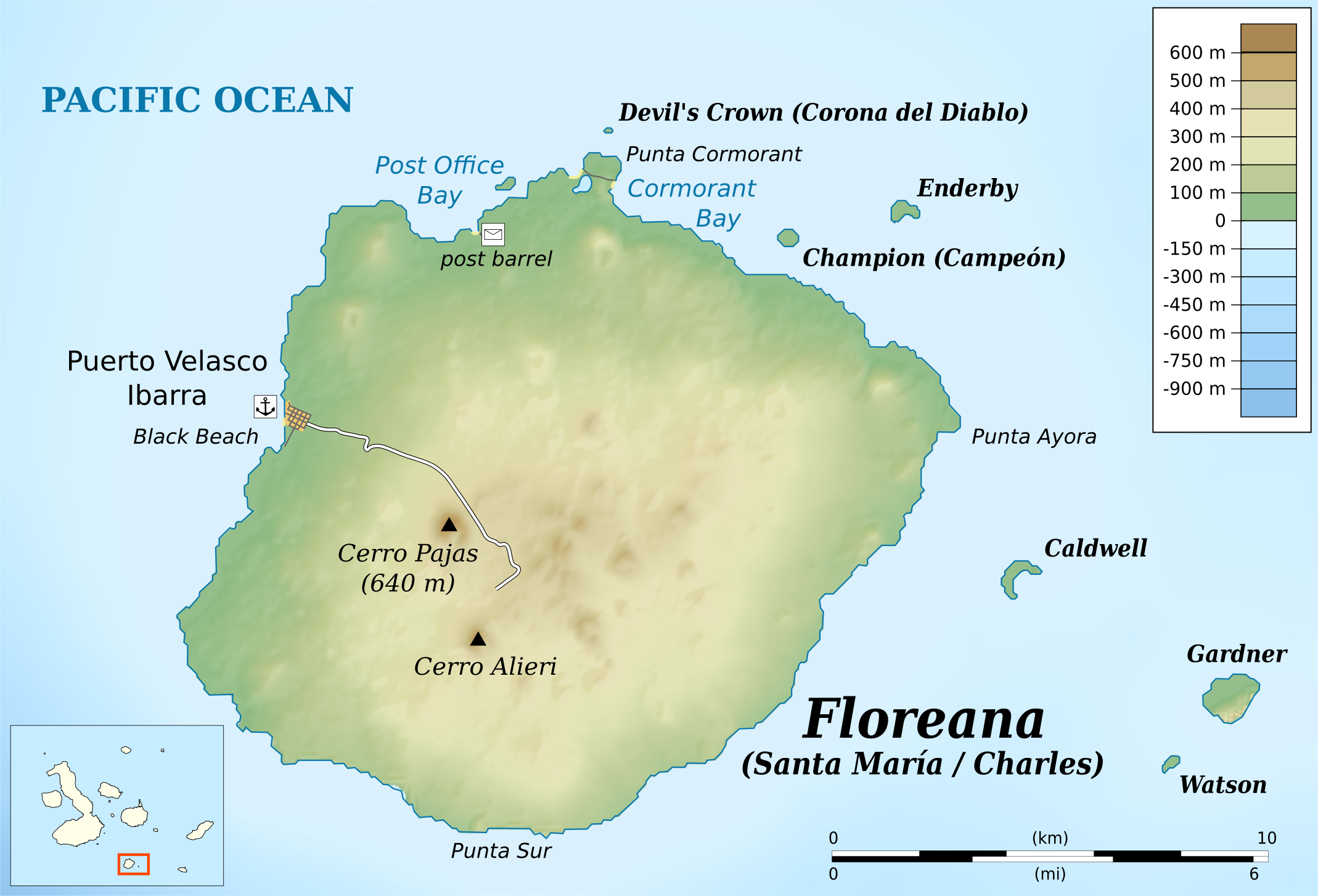
Mapa de Floreana

A ilha Floreana é uma ilha das Galápagos. Seu nome é uma homenagem a Juan José Flores, o primeiro presidente do Equador, e foi durante sua administração que o governo equatoriano tomou posse do arquipélago. Também é conhecida como ilha Santa Maria (em homenagem à nau Santa Maria de Cristóvão Colombo= e no passado era chamada ilha Charles (em homenagem ao rei Carlos II da Inglaterra).
A ilha tem uma área de 173 quilômetros quadrados e foi formada por uma erupção vulcânica. O ponto mais alto da ilha é o Cerro Pajas, com 640 metros de altitude, que também é o ponto mais alto do vulcão, como a maioria das ilhas menores de Galápagos.